# レネー・アウフハウザー
レネー・アウフハウザー（René Aufhauser、1976年6月21日 - ）は、オーストリア、シュタイアーマルク州フォイツベルク出身の元同国代表サッカー選手。ポジションはミッドフィールダー。サッカーオーストリア代表で不動のボランチを務めた選手。

## 略歴

### 選手として
20歳までオーストリア3部のクラブでプレー。21歳になって初めてプロ契約を当時オーストリア・ブンデスリーガに属していたアウストリア・ザルツブルク（現レッドブル・ザルツブルクの前身）と結ぶ。初年度から攻撃力のあるボランチとしてレギュラーに定着し、オーストリア・ブンデスリーガでの優勝に貢献。同時にオーストリアU21代表チームでもデビュー、同チームでも多くの得点を記録する。サポーターの間でも絶大の人気を誇る選手であったが、2001年に同リーグのグラーツァーAKへ移籍。同クラブでもレギュラー選手としてリーグ戦とカップ戦での優勝に貢献する。
UEFAチャンピオンズリーグ最終予選でのリヴァプールFC戦やUEFAカップ本大会での活躍により、イングランド・プレミアリーグのフラムFC、ミドルスブラFC、エヴァートンFC等がアウフハウザー獲得に乗り出すが、最終的にオーストリア・ブンデスリーガのレッドブル・ザルツブルクへの移籍を決意。2005年の夏よりレッドブル・ザルツブルクの中心選手として活躍した。2010-2011シーズンからはアレクサンダー・ツィックラーと共にLASKリンツへ移籍。
サッカーオーストリア代表チームでも不動のレギュラーとして定着、ボランチでありながら2ケタの得点数を誇った。ここ数年で急激に若返ったオーストリア代表の精神的柱として欠かせない選手であった。

### 指導者として
プロサッカー選手としてのキャリアを終え、FCリーフェリングのコーチに就任。
2016年、レッドブル・ザルツブルクのコーチに就任。
レッドブル・ザルツブルクのコーチを5年間務めた後、2021-22シーズンFCリーフェリングの監督に就任。

## 獲得したタイトル
- オーストリア・ブンデスリーガ優勝3回　（1997,2004,2007）
- オーストリア・カップ優勝2回　（2002,2004）
- オーストリア・スーパーカップ優勝1回　（1997）